# Skorec bělohlavý
Skorec bělohlavý (Cinclus leucocephalus) je malý polovodní (semiakvatický) pěvec, který se vyskytuje v Andách od severní Bolívie přes Peru, Ekvádor a Kolumbii až po Venezuelu.

## Systematika
Druh formálně popsal švýcarský přírodovědec Johann Jakob von Tschudi v roce 1844 pod vědeckým jménem Cinclus leucocephalus. Druhové jméno leucocephalus je kombinací řeckých slov leukos („bílý“) a -kephalos („-hlavý“). Nejbližším příbuzným skorce bělohlavého je jiný jihoamerický skorec, a sice skorec rezavohrdlý (Cinclus schulzi). Skorec bělohlavý se vyskytuje ve 3 poddruzích s následujícím rozšířením:
- C. l. rivularis Bangs, 1899 – severní Kolumbie;
- C. l. leuconotus Sclater, PL, 1858 – západní Venezuela až Ekvádor;
- C. l. leucocephalus Tschudi, 1844 – Peru a Bolívie.

## Popis

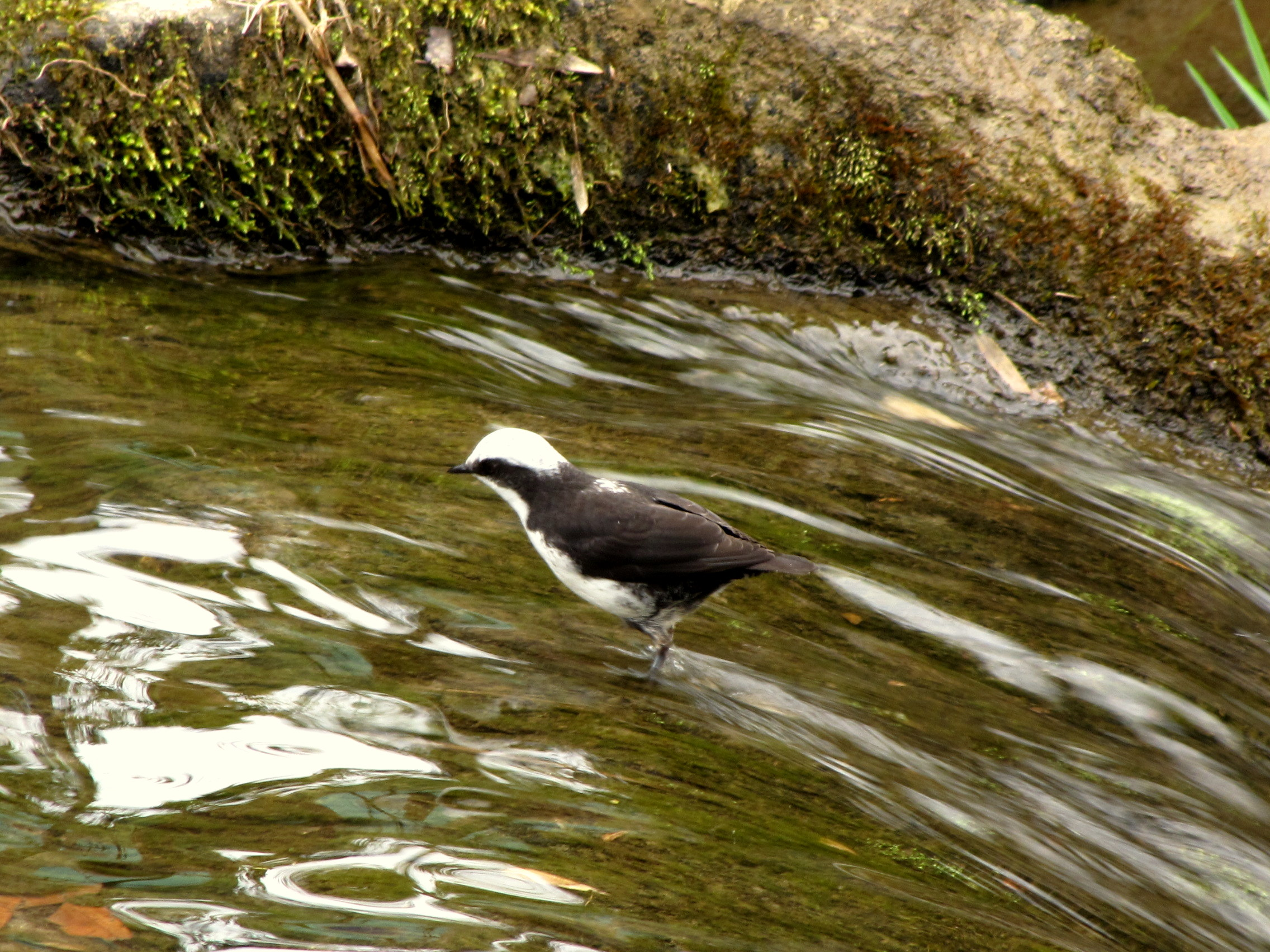
Skorec bělohlavý při sběru potravy

Délka těla dosahuje 15 cm. Nominátní poddruh leucocephalus má korunku a šíji šedobílou s černými skvrnami a pruhy. Hřbet, kostřec a svrchní strana křídel jsou tmavě hnědočerné, stejně jako postranní části hrudi, břicho a boky. Brada, hrdlo a horní strana hrudi jsou bílé. Spodní strana křídel je šedočerná s občasnou bílou. Duhovky jsou hnědé, zobák černý, nohy šedé. Subsp. leuconotus má na hřbetě velký bílý flek a bílé je i břicho.

## Rozšíření a populace
Skorec bělohlavý se vyskytuje v úzkém pásu And od severní Bolívie přes Peru, Ekvádor a Kolumbii po severozápadní Venezuelu. Celková populace druh není známá. Druh je popisován jako poměrně běžný, avšak kapsovitě rozšířený. Mezinárodní svaz ochrany přírody hodnotí skorce bělohlavého jako málo dotčený taxon. Stanoviště druhu tvoří větší, rychle plynoucí horské potoky nadmořských výšek mezi 700–3 900 m n. m.

## Biologie
Živí se vodními a patrně i suchozemskými bezobratlým živočichy žijícími v blízkosti potoků. Patrně se běžně nepotápí jako někteří jiní skorci (např. skorec šedý či skorec vodní) a potravu sbírá spíše v mělké vodě při okrajích potoků nebo na potočních březích. Vydává ostré zít-zít, dovede vydávat i zpěvné trylky.
Vzhledem k tomu, že skorci bělohlaví obývají vysoké nadmořské výšky, předpokládá se u nich vývin řady fyziologických adaptací, které jim umožňují přežít v extrémně chladném prostřední s nízkým obsahem kyslíku. Terénní výzkum z let 2012–2013 předpokládal, že hladina hemoglobinu v krvi skorců bělohlavých bude růst s nadmořskou výškou, stejně jako velikost těl skorců, což by bylo v souladu s Bergmannovým pravidlem. Ani jedna z těchto teorií se však nepotvrdila.

### Hnízdění
Hnízdí v těsné blízkosti potoků. Podle terénního výzkumu z Ekvádoru se hnízda nacházela na vertikálně ložených mokrých kamenitých stěnách. Hnízda sférického typu byla postavena z mechu a kořínků. V těchto kulovitých stavbách se pak nacházelo menší šálkovité hnízdo vystlané listy, mj. z bambusových listů rodu Chusquea. Rozměry hnízd se pohybovaly kolem 22 cm na výšku, 24 cm na šířku a kolem 20 cm do hloubky. Vletový otvor měl průměr kolem 5–6 cm. Tvar hnízda spolu s jeho silnými stěnami je patrně adaptací na extrémně vlhké podmínky areálu rozšíření skorců bělohlavých. Samice klade většinou 2 bílá vejce o rozměrech 27×18 mm.